# Ichneumon cinxiae
Ichneumon cinxiae là một loài tò vò trong họ Ichneumonidae.